# Egmont (Goethe)
Egmont ist ein Trauerspiel von Johann Wolfgang von Goethe. Der Autor begann 1775 mit der Arbeit an dem Drama, schloss es aber erst 1787 ab. 1788 lag es erstmals im Druck vor. Die Uraufführung fand am 9. Januar 1789 in Mainz statt. Das Trauerspiel verlangt eine Schauspielmusik. Besonders bekannt und einflussreich war Ludwig van Beethovens Komposition von 1810 (Opus 84), die jedoch öfter im Konzertsaal aufgeführt wird denn als Bühnenmusik.
Das Drama spielt in den Jahren 1566 bis 1568 in Brüssel vor dem Hintergrund des Beginns des Achtzigjährigen Kriegs. In Goethes Realisierung sind die Ereignisse jedoch auf einen kürzeren Zeitraum zusammengezogen. Die Figur des Egmont entstand nach dem Vorbild des historischen Lamoral von Egmond.

## Entstehung und historische Quellen

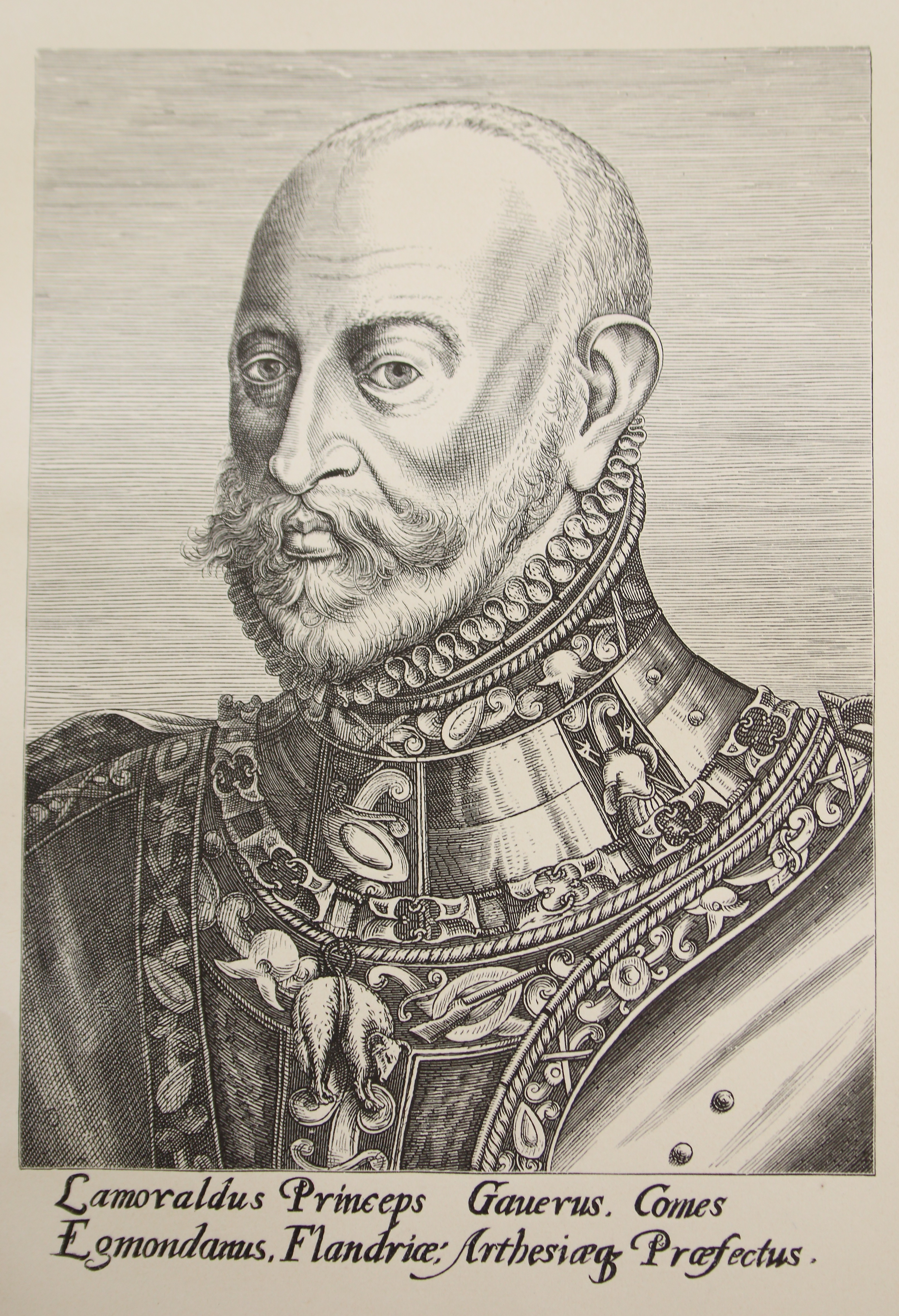
Lamoral von Egmond (1522–1568), Fürst von Gavere, spanischer Statthalter von Flandern und Artois

Nach Goethes eigenen Angaben in seiner Autobiografie Dichtung und Wahrheit hat er die Niederschrift des Egmont im Herbst 1775 begonnen, also noch während seiner Zeit in Frankfurt, wo er auch die Bibliothek seines Vaters nutzen konnte. Die Arbeit zog sich jedoch in die Länge. Aus seinen Briefen an Charlotte von Stein und seinen Tagebüchern ist erkennbar, dass er in Weimar jahrelang mit Unterbrechungen an dem Drama arbeitete. Im Dezember 1781 schrieb er an von Stein erstmals: „Mein ‚Egmont‘ ist bald fertig“, klagte aber über Schwierigkeiten mit dem vierten Akt, „den ich hasse und notwendig umschreiben muß“. Es machte ihm zu schaffen, dass das Werk schon so lange lag: „Wenn ich’s noch zu schreiben hätte, schrieb’ ich es anders, und vielleicht gar nicht“, ihn störte das „Studentenhafte der Manier“, das ihm als Mittzwanziger seiner Ansicht nach unterlaufen war, obwohl er den Egmont immer noch als „wunderbares Stück“ betrachtete. Doch auch im Juni 1786 war es noch Fragment geblieben. Erst während seiner italienischen Reise 1787 gelang es ihm endlich, das Drama abzuschließen; über diesen Erfolg berichtete er in der Italienischen Reise. Er sandte das Werk im September 1787 nach Weimar und erhielt von dort diverse Rückmeldungen von Freunden. Im Juni 1788 lag es endlich im Druck vor, nämlich, zusammen mit Claudine von Villa Bella und Erwin und Elmire, als fünfter Teil von Goethe’s sämtliche Schriften in der G. J. Göschen’schen Verlagsbuchhandlung. Goethe hatte also, wenn auch mit jahrelangen Pausen, zwölf Jahre mit der Abfassung des Textes zugebracht. Die Uraufführung folgte 1789 in Mainz.
Als historische Quellen hat Goethe vor allem zwei ältere Werke verwendet, und zwar De bello Belgico (Über den belgischen Krieg), ein Werk des Jesuiten Famianus Strada von 1632, das die Ereignisse aus katholischer Sicht schildert, und Eygentliche und vollkommene historische Beschreibung des Niderländischen Krieges, verfasst von dem Antwerpener Emanuel van Meteren, eine protestantische Darstellung, die seit 1604 auf Deutsch vorlag. Insbesondere Stradas Werk enthielt Begebenheiten, die Goethe für sein Schauspiel verwertete, so einen Bericht über ein Gespräch Egmonts mit Oranien, das die Keimzelle für die zweite Szene des zweiten Akts bildete. Strada erwähnt unter den Beratern Margaretes von Parma auch beiläufig einen „Macchiavell“, sicherlich das Vorbild für den Machiavell im Drama, dem Goethe allerdings wohl Züge des hundert Jahre früher lebenden und weitaus bekannteren Niccolò Machiavelli verlieh. Überhaupt ging Goethe mit den Quellen relativ frei um, wenn ihm das nötig erschien. So machte er Egmont, der zum Zeitpunkt der Konfrontation mit Sabine von Bayern verheiratet war und mehrere Kinder hatte, zum ledigen, ungebundenen Mann, ließ wichtige historische Figuren weg (etwa Philippe de Montmorency, Graf von Hoorn, der zusammen mit Egmont hingerichtet wurde) und fügte stattdessen freie Erfindungen ein, so das Gespräch Egmonts mit Ferdinand, dem Sohn Albas.

## Inhalt
Egmont spielt in der Stadt Brüssel während des Aufstands der Niederländer 1566–1568 gegen die spanische Herrschaft; das Ende des Trauerspiels entspricht historisch dem Anfang des Achtzigjährigen Krieges. Brüssel wurde damals, wie ganz Belgien und Holland, von der spanischen Krone beherrscht. Teile des niederländischen Adels (Geusen) verbündeten sich mit den Protestanten, um die religiöse und politische Unterdrückung durch die Spanier zu beenden. Das Drama thematisiert den Untergang des niederländischen Grafen Lamoral Egmont, Fürsten von Gavre, der zusammen mit Wilhelm von Oranien an der Spitze der Adelsopposition steht. Egmont ist bei seinen Bürgern sehr beliebt und steht loyal zur spanischen Krone, nach deren Meinung er allerdings nicht hart genug gegen die calvinistischen Bilderstürmer vorgeht. In seiner Naivität gerät er in die Fänge des Herzogs von Alba. Bis kurz vor seinem Tode hat er die Gefahr unterschätzt, die von den Spaniern ausgeht. Im Gegensatz zu Oranien ist er deshalb nicht vor Alba geflohen. Als Alba in Brüssel eingetroffen ist, richtet er, um für Ordnung zu sorgen, den Blutrat ein. Egmonts Geliebte Clärchen unternimmt einen verzweifelten Versuch, den eingekerkerten Oppositionellen zu befreien, doch als sie dem Scheitern ihres Vorhabens ins Auge sehen muss, verübt sie Selbstmord. Egmont selbst wird schließlich wegen Hochverrats zum Tode verurteilt.

## Handlung

### Erster Aufzug

#### Erste Szene
Die erste Szene findet auf einem Platz in Brüssel statt. Dort anwesend sind die Brüsseler Bürger Jetter und Soest sowie Buyck, ein Soldat unter Egmont. Später tritt noch der Invalide Ruysum hinzu. Die Brüsseler veranstalten ein Schießspiel mit einer Armbrust, und im Laufe des Gespräches, das sie miteinander führen, geben sie die Bewunderung kund, die sie für den Grafen Egmont verspüren. Dieser hat das Volk mit seinen brillanten Schießkünsten und ausgezeichneten militärischen Leistungen begeistert. Von dem spanischen König Philipp II. sind sie jedoch nicht sonderlich angetan. Ruysum erwähnt lobend die Kompetenz von dessen Vater, Karl V., der wesentlich beliebter war als sein Sohn. Allerdings wird Philipp II., der die Inquisition ins Land brachte und kirchliche Gerichte einsetzte, von den Bürgern nicht völlig abgelehnt. Sie monieren in erster Linie die mangelhafte Kompetenz seiner Ratgeber.
Über Margarete von Parma, die von ihrem Halbbruder Philipp II. als Regentin über die Niederlande eingesetzt worden ist, sind die Bürger allerdings ebenfalls geteilter Meinung. Während Soest sie verteidigt, kritisiert Jetter, dass sie mit daran schuld ist, dass vierzehn neue Bistümer im Land etabliert wurden. Durch die Erschaffung dieser Bistümer bereichert sich nicht nur die Kirche; es werden dadurch auch religiöse Angelegenheiten viel strenger gehandhabt. Mit der Inquisition und dem neuen kirchlichen Gericht sollen die Bischöfe dafür sorgen, dass weniger Menschen der neuen Religion zulaufen. Jetter moniert außerdem, dass die Bürger nun die neuen Psalmen nicht mehr singen dürften. Viele kirchliche Gesänge in Latein werden noch dazu gehalten und sind deswegen unverständlich.
Wilhelm von Oranien wird in dem Gespräch ebenfalls lobend erwähnt.

#### Zweite Szene
Die zweite Szene spielt im Palast der Regentin Margarete von Parma, die zu Beginn der Szene nach ihrem Ratgeber und Minister Machiavell schickt. Bevor Machiavell hinzutritt, hält sie einen Monolog, in dem sie offenbart, dass „der Gedanke an diese schrecklichen Begebenheiten“ ihr keine Ruhe lässt. Sie weiß, dass ihre Position als Regentin gefährdet ist, und ist gezwungen, den spanischen Hof von den jüngsten Ereignissen in Kenntnis zu setzen. Nachdem sie den toleranten Machiavell, der inzwischen hinzugetreten ist, um Rat gefragt hat, rät ihr dieser, statt die neuen Lehren zu unterdrücken, sie von den „Rechtgläubigen“ in eigenen Kirchen abzusondern und öffentlich zu tolerieren. Damit hätte sie die Aufrührer auf einmal zur Ruhe gebracht. Margarete erwidert darauf, dass Philipp II. keineswegs gewillt sei, die neue Lehre zu dulden, und sie traut sich nicht, sich ihm zu widersetzen, obwohl Machiavell beharrt.
Margarete kommt anschließend auf Egmont zu sprechen. Sie erwähnt Machiavell gegenüber, dass Egmont ihr „heute einen recht innerlichen tiefen Verdruß erregte“, nämlich „durch Gleichgültigkeit und Leichtsinn“. Er hätte ihr gesagt: „Wären nur erst die Niederländer über ihre Verfassung beruhigt!“ Egmont wollte damit sagen, dass man die Verfassung einhalten müsse, um Unruhen zu vermeiden. Es stört Margarete, dass Egmont und Oranien ihren Bürgern so viel Freiheit zumessen. Machiavell erwidert darauf: „Vielleicht hat er wahrer, als klug und fromm gesprochen. [...] Noch werden alle Statthalterschaften mit Niederländern besetzt; lassen sich es die Spanier nicht zu deutlich merken, daß sie die größte, unwiderstehlichste Begierde nach diesen Stellen empfinden?“ Margarete merkt an, dass sowohl Egmont als auch Oranien sich große Hoffnungen gemacht haben, das Amt zu erhalten, das sie jetzt bekleidet, und sie fürchtet die enge Freundschaft, die die beiden Männer verbindet. Über Oranien sagt sie: „Oranien sinnt nichts Gutes, seine Gedanken reichen in die Ferne, er ist heimlich, scheint alles anzunehmen, widerspricht nie, und in tiefster Ehrfurcht, mit größter Vorsicht thut er was ihm beliebt.“ Sowohl Machiavell als auch die Regentin halten Egmont für arrogant und selbstherrlich. Margarete von Parma fürchtet außerdem Egmonts Beziehungen zum Adel. Sie glaubt, die Aristokraten könnten Egmont unterstützen, sollte dieser einen Aufstand planen. Sie fürchtet auch, dass Egmont und Oranien sich zusammenschließen und sie bekämpfen werden, schließlich sind sie Niederländer und gegen die spanische Herrschaft.
Machiavell bittet die Regentin, Egmonts Leichtlebigkeit nicht als zu gefährlich auszulegen. Er schätzt ihn als königstreu ein. Sie antwortet: „Sein Niederländischer Adel und sein golden Vließ vor der Brust stärken sein Vertrauen, seine Kühnheit. Beydes kann ihn vor einem schnellen, willkürlichen Unmuth des Königs schützen.“ Tatsächlich fühlt sich Egmont aufgrund des goldenen Vließes vom spanischen König persönlich beschützt. Die Szene endet damit, dass Margarete verkündet, sie wolle einen Rat zusammen berufen lassen, und sie habe bereits nach Oranien geschickt.

#### Dritte Szene
Die dritte Szene des ersten Aufzugs spielt sich in einem Bürgerhaus ab, das von Egmonts Geliebter Clare („Clärchen“) und ihrer Mutter bewohnt wird. Anwesend ist außerdem noch der Bürgerssohn Brackenburg. Schließlich steht Brackenburg auf, geht ans Fenster und sieht die Leibwache der Regentin. Während er hinuntergeht, gesteht Clare ihrer Mutter, dass sie Brackenburg betrogen hat. In Wirklichkeit ist sie in Egmont verliebt. Clares Mutter ist von ihrer Liaison mit Egmont allerdings nicht sonderlich begeistert, doch Clare verweist auf Egmonts unbestreitbaren Ruhm. Die Mutter will nicht, dass die Beziehung zu Egmont bekannt wird. Brackenburg kehrt daraufhin zurück und informiert die beiden Frauen über den Tumult in Flandern. Anschließend nehmen diese Abschied. In einem darauf folgenden Monolog offenbart Brackenburg, dass er Gerüchte über das Verhältnis zwischen Clare und Egmont gehört hat. Er greift ein Fläschchen, das offenbar Gift enthält, trinkt es jedoch nicht aus.

### Zweiter Aufzug

#### Erste Szene
Zwischen dem ersten und dem zweiten Aufzug sind ein paar Stunden vergangen. Auf einem Platz in Brüssel unterhalten sich Jetter und ein Zimmermeister; später kommen Soest, Vansen, ein Seifensieder und andere Bürger hinzu. Es stellt sich heraus, dass einige Kirchen in Flandern von Bilderstürmern geplündert und zerstört worden sind. Die Situation für die Bürger hat sich zugespitzt, und es geht das Gerücht umher, dass Margarete von Parma aus der Stadt flüchten wolle. Vansen, der von seinen Mitbürgern aufgrund seiner Trunkenheit und seines daraus resultierenden unsteten Arbeitslebens verschmäht wird, erzählt von der alten Verfassung der Niederländer und betont, dass früher das Volk noch mehr Macht gehabt hätte. Schließlich bricht ein Streit aus, doch nach kurzer Zeit tritt Egmont auf und sorgt augenblicklich für Ruhe. Er schilt die Bürger und fragt die Anwesenden über ihre Gewerbe aus. Am Ende schließt Egmont mit den Worten: „Steht fest gegen fremde Lehre und glaubt nicht, durch Aufruhr befestige man Privilegien.“

#### Zweite Szene
Die zweite Szene spielt sich in Egmonts Wohnung ab, wo Egmont von einem Sekretär erwartet wird. Als Egmont eintrifft, zeigt ihm der Sekretär einige Briefe, in denen von verschiedenen Missetaten berichtet wird. Egmont verhängt für alle Übeltäter mehr oder weniger milde Strafen und bemüht sich, Witwen, misshandelte Frauen und alte Soldaten zu schützen. Schließlich geht der Sekretär, und an seiner Stelle erscheint Wilhelm von Oranien, der zusammen mit Egmont vor kurzer Zeit eine Unterhaltung mit Margarete von Parma hatte. Egmont glaubt nicht, dass Margarete ihre Drohung, sie wolle ihr Amt aufgeben und die Stadt verlassen, wahrmachen werde. Er kann sich nicht vorstellen, dass sie ihre Position aufgeben wird, um dann am Hofe ihres Halbbruders eine unbedeutende Rolle einnehmen zu müssen. Außerdem ist er überzeugt, dass ein eventueller Nachfolger Margaretes augenblicklich mit sehr vielen Problemen zu kämpfen hätte und schnell verzweifeln würde. Oranien hält es hingegen durchaus für möglich, dass der König jemand anderen zum Regenten ernennt und dass dieser dann ein wesentlich strengeres spanisches Regiment etabliert. Außerdem glaubt Oranien, dass Philipp II. gegen die niederländischen Fürsten angehen wolle, und er bezweifelt im Gegensatz zu Egmont auch nicht, dass der spanische König die ihm unliebsamen Menschen hinrichten lassen könnte, ohne vorher eine Untersuchung des Falles anzuordnen. Egmont hält dies für unmöglich; er ist der Überzeugung, dass niemand sich trauen wird, so gegen ihn vorzugehen. Außerdem glaubt er, dass das Volk zu seinen Fürsten steht und Ungerechtigkeit ihnen gegenüber nicht ungesühnt lassen würde.
Oranien setzt Egmont darüber in Kenntnis, dass der Herzog von Alba unterwegs ist, und er ist davon überzeugt, dass Margarete von Parma dem Herzog ihre Stelle übergeben wird. Er weiß, vermutlich durch Spione, dass Alba ein Heer mitbringt. Oranien schlägt Egmont vor, in seine Provinz zu fliehen und sich dort zu rüsten, und rät ihm davon ab, Alba seine Aufwartung zu machen. Egmont hört jedoch nicht auf seinen Rat; er glaubt, dass eine derartige Flucht einen Krieg auslösen könnte. Schließlich nimmt Oranien von Egmont unter Tränen Abschied. Er ist überzeugt, dass Egmont von Alba hingerichtet wird, wenn er nicht flieht, und drängt ihn abermals zur Flucht. Doch seine Worte haben auf Egmont nur eine sehr flüchtige Wirkung; er lässt Oraniens Andeutungen, Philipp II. wolle den niederländischen Adel beseitigen, nicht an sich heran.

### Dritter Aufzug

#### Erste Szene
Die erste Szene spielt wieder im Palast der Regentin, die nur sehr ungern abdanken will. Machiavell erscheint, und Margarete enthüllt ihm den Inhalt eines Briefes, der angeblich von Philipp II. geschrieben wurde. In dem Brief steht, dass Philipp II. ihr den Herzog von Alba mit einem Heer geschickt hat. Margarete verabscheut Alba: „Jeder ist bey ihm gleich ein Gotteslästerer, ein Majestätsschänder: denn aus diesem Kapitel kann man sie alle sogleich rädern, pfählen, viertheilen und verbrennen.“ Margarete von Parma glaubt außerdem, dass Alba sie heimlich verdrängen und durch geheime Instruktionen unterschwellig an die Macht kommen will. Schließlich sagt sie zu Machiavell, dass sie tatsächlich abdanken wird: „Laß ihn kommen; ich werde ihm mit der besten Art Platz machen, eh’ er mich verdrängt.“

#### Zweite Szene
In Clärchens Wohnung diskutieren Clärchen und ihre Mutter über Brackenburg. Die Mutter hebt die Liebe hervor, die Brackenburg Clärchen entgegenbringt, und sagt, dass er von der Liaison ihrer Tochter mit Egmont etwas ahne. Außerdem glaubt sie, dass Brackenburg Clärchen durchaus heiraten wolle. Sie versucht, ihre Tochter zur Vernunft zu bewegen: „Die Jugend und die schöne Liebe, alles hat sein Ende; und es kommt eine Zeit, wo man Gott dankt, wenn man irgendwo unterkriechen kann.“ Unter Tränen gesteht Clärchen, dass sie sich von Egmont nicht trennen kann. Kurz darauf erscheint ihr Geliebter. Nachdem die Mutter gegangen ist, wirft Egmont seinen Mantel ab und steht in spanischer Kleidung da, was Clärchen sehr bewundert. Egmont will Clare durch diese Kleidung nicht nur beeindrucken, sondern außerdem seine Treue gegenüber Philipp II. betonen. Allerdings hat er diese Kleider auch deshalb angezogen, weil er Alba, dem er gleich einen Besuch abstatten wird, seine Loyalität zum König ebenfalls beweisen will. Egmont zeigt Clärchen das goldene Vließ, von dem er sagt: „Ja, Kind! und Kette und Zeichen geben dem, der sie trägt, die edelsten Freyheiten. Ich erkenne auf Erden keinen Richter über meine Handlungen als den Großmeister des Ordens mit dem versammelten Kapitel der Ritter.“
Das Paar kommt auf Margarete von Parma zu sprechen. Egmont hält sie für eine „treffliche Frau“, die die Leute kennt. Allerdings missfällt ihm, dass sie hinter seinem Betragen stets Geheimnisse sucht, obwohl er keine hat. Am Ende eröffnet Egmont Clärchen, dass er zwei völlig verschiedene Charakterhälften in sich vereint. Der Egmont, den man aus der Politik kennt, „ist ein verdrießlicher, steifer, kalter Egmont, der an sich halten, bald dieses bald jenes Gesicht machen muß; geplagt, verkannt, verwickelt ist, wenn ihn die Leute für froh und fröhlich halten; geliebt von einem Volke, das nicht weiß was es will [...]. Aber dieser, Clärchen, der ist ruhig, offen, glücklich, geliebt und gekannt [...]. Das ist dein Egmont!“ Er ist Clärchen allerdings gegenüber nicht sehr offen, da er seine Probleme nicht mit ihr besprechen kann.

### Vierter Aufzug

#### Erste Szene
Alba ist inzwischen in Brüssel eingetroffen. Er ist gekommen, um die niederländischen Fürsten loszuwerden. Offiziell soll er überprüfen, ob sie vor Ort Ordnung schaffen können. Auf der Straße treffen sich Jetter und der Zimmermeister. Letzterer eröffnet Jetter, dass der Herzog von Alba gleich bei seiner Ankunft befohlen hat, dass zwei oder drei Menschen, die auf der Straße miteinander sprechen, sofort des Hochverrats ohne Untersuchung schuldig befunden werden. Bei Todesstrafe soll niemand die Handlungen der Regierung missbilligen. Nur folgsame Menschen werden verschont. Soest tritt hinzu und sagt, dass Margarete und Oranien weg seien. Die Leute sind verängstigt und treffen sich deswegen nur noch heimlich; gleichzeitig sind sie jedoch dankbar, dass zumindest Egmont noch da ist. Vansen, der sich zu den Genossen ebenfalls hinzugesellt hat, ist zuversichtlich, dass sie unter Albas Herrschaft nicht allzu sehr leiden werden. Er hält an seinen Überzeugungen fest, will die Reformation ankurbeln und glaubt als Einziger, dass man Egmont in einen Hinterhalt locken oder gar Hand an ihn legen könnte. Außerdem mutmaßt Vansen, dass Alba sich eines Tages einem leichten Lebensstil zuwenden wird. Die Brüsseler Bürger geben einander implizit zu verstehen, dass sie Egmont nicht unbedingt helfen werden, sollte dieser in Schwierigkeiten geraten.

#### Zweite Szene
Die zweite Szene spielt sich in der Wohnung des Herzogs von Alba im Culenburgischen Palast ab. Silva und Gomez, zwei Diener des Herzogs, unterhalten sich. Sie haben einige Befehle von Alba erhalten, wissen allerdings nicht genau, was dieser eigentlich vorhat. Sie wissen lediglich, dass Alba alle Fürsten eingeladen hat, um sie zu begrüßen und ihnen ihre Aufgaben zuzuteilen. Ferdinand, ein unehelicher Sohn Albas, tritt hinzu und kündigt an, dass die Fürsten Oranien und Egmont bald da sein werden. Der Herzog von Alba erscheint ebenfalls, und er fragt, ob Gomez die Wachen verteilt und beordert habe. Anschließend schickt er Gomez in die Galerie. Silva werde ihm den Augenblick sagen, wenn Gomez die Zugänge zum Palast mit Wachen besetzen lassen soll. Alba befiehlt Silva, Egmonts Geheimschreiber gefangen zu nehmen, sobald die Fürsten bei ihm eingetreten sind.
In der darauf folgenden Unterhaltung zwischen Ferdinand und seinem Vater wird deutlich, dass Ferdinand Egmont sehr bewundert. Alba befiehlt seinem Sohn, jeden Zugang zum Palast besetzen zu lassen, sobald die Fürsten eingetreten sind. Ferdinand soll Wache am Tor und in den Höfen Ordnung halten. Der junge Mann gibt zu, dass er nur schweren Herzens gehorcht, doch er muss seinem Vater gegenüber eine Bewährungsprobe bestehen. Noch weiß Ferdinand nicht, dass Egmont sterben wird. Silva tritt wieder herein und meldet, dass Oranien nun nicht kommen werde.
Nachdem Alba allein gelassen wurde, erscheint Egmont und begrüßt den Herzog mit den Worten: „Ich komme, die Befehle des Königs zu vernehmen; zu hören, welchen Dienst er von unserer Treue verlangt, die ihm ewig ergeben bleibt.“ Alba entgegnet, dass der König Egmonts Rat hören wolle: „Euern Rath, eure Meinung wünscht der König, wie diese Staaten wieder zu befriedigen. Ja er hofft, ihr werdet kräftig mitwirken, diese Unruhen zu stillen und die Ordnung der Provinzen völlig und dauerhaft zu gründen.“ Zwischen den Männern entbricht schließlich ein Streitgespräch, in dem unter anderem deutlich wird, dass sie völlig verschiedene Vorstellungen von der Freiheit haben. Alba hält diejenigen für frei, die dem König untertan sind, und betont, dass ein Volk, dem zu viel Freiheit zuteilwird, sich mit dem Feind verbünden werde. Egmont merkt an, dass das Volk einen durchaus guten Willen habe, während Alba das Volk als kindisch betrachtet. Außerdem will Alba die Rebellen grausam bestrafen, Egmont hingegen will ihnen vergeben. Im Übrigen ist Alba gegen die alte Verfassung, während Egmont die Erhaltung ebendieser Verfassung befürwortet.
Am Ende der Konversation lässt Alba Egmont gefangen nehmen. Nach einer kurzen Pause ruft Letzterer aus: „Der König? – Oranien! Oranien!“ Er hat nun begriffen, dass Oranien ihn vor dieser Maßnahme gewarnt hatte.

### Fünfter Aufzug

#### Erste Szene
Brackenburg, Clärchen und einige Bürger begegnen einander auf der Straße. Clärchen will alles unternehmen, um Egmont aus der Gefangenschaft zu befreien. Sie ist überzeugt, dass die Bürger Egmont für seine Heldentaten danken werden, indem sie ihn befreien; schließlich hat er einst zwei Schlachten für sie gewonnen. Clärchen ahnt allerdings, dass ihr Geliebter dem Tod geweiht ist: „Die freche Tyranney, die es wagt ihn zu fesseln, zuckt schon den Dolch ihn zu ermorden.“ Die Brüsseler Bürger machen jedoch keinerlei Anstalten, Clärchen zu unterstützen, und selbst Brackenburg versucht, sie zur Umkehr zu bewegen. Verzweifelt versucht Clärchen weiterhin, die Brüsseler Bürger für sich zu gewinnen: „Mit seinem Athem flieht der letzte Hauch der Freyheit.“ Die Bürger gehen schließlich, und Brackenburg versucht abermals, Clärchen zur Umkehr zu bewegen, zumal er auch Albas Wache entdeckt hat. Letzten Endes begleitet Clärchen Brackenburg nach Hause.

#### Zweite Szene
Egmont ist mittlerweile eingekerkert worden und kann nicht einschlafen. Er hasst den Kerker und sehnt sich nach Freiheit. Egmont ahnt bereits, dass er zum Tode verurteilt werden wird: „Ich fühl’s, es ist der Klang der Mordaxt, die an meiner Wurzel nascht. [...] stürzt krachend und zerschmetternd deine Krone.“ Noch ist seine Hoffnung nicht ganz entschwunden: „O ja, sie rühren sich zu Tausenden! sie kommen! stehen mir zur Seite! Ihr frommer Wunsch eilt dringend zu dem Himmel, er bittet um ein Wunder.“ Er setzt auf die Gerechtigkeit Philipps II., die Freundschaft der Margarete von Parma, Oranien, das Volk und Clärchen. Egmont hofft vor allem auf die Unterstützung des Volkes. Dann jedoch kommen Zweifel in ihm auf, ob das Volk ihm wirklich helfen wird. Egmont hofft außerdem, dass sein Tod den Provinzen ihre Freiheit geben wird. Schließlich glaubt er, vor sich einen Engel zu sehen, in dem er Clärchen wiedererkennt.

#### Dritte Szene
Clärchen wartet darauf, dass Brackenburg ihr sagt, ob Egmont tatsächlich verurteilt worden ist. Sie ist völlig verzweifelt, da sie ihrem Geliebten nicht helfen konnte. Brackenburg berichtet Clärchen, dass die großen Straßen der Stadt besetzt seien. Er bestätigt, dass Egmont verurteilt worden ist. Gleichzeitig gibt er zu, dass er Egmont stets beneidet hat: „Er war der reiche Mann und lockte des Armen einziges Schaf zur bessern Weide herüber.“ Brackenburg fügt hinzu, dass die Wachen bereits das Schafott auf dem Marktplatz aufgestellt haben. Verzweifelt begeht Clärchen Selbstmord, da sie im Himmel mit Egmont wieder vereint sein will.

#### Vierte Szene
Egmont liegt gerade schlafend auf dem Ruhebett, als Ferdinand und Silva hereintreten, um ihm sein Urteil zu verkünden. Egmont wird zornig angesichts der Tatsache, dass man ihn nicht nur während der Nacht verurteilt, sondern auch hinrichten wird. Silva entgegnet darauf: „Du irrst! Was gerechte Richter beschließen, werden sie vor’m Angesicht des Tages nicht verbergen.“ Er verliest das Urteil: „[...] daß du mit der Frühe des einbrechenden Morgens aus dem Kerker auf den Markt geführt, und dort vor’m Angesicht des Volks zur Warnung aller Verräther mit dem Schwerte vom Leben zum Tode gebracht werden solltest.“ Egmont ist wegen Hochverrats am König verurteilt worden, ohne dass ein richtiger Prozess stattgefunden hat. Silva geht anschließend, während Ferdinand zurückbleibt. Egmont glaubt, dass Ferdinand ihn ins Netz gelockt hat, doch auf seine Schimpftirade entgegnet sein Gegenüber: „Deine Vorwürfe lasten wie Keulschläge auf einen Helm; ich fühle die Erschütterung, aber ich bin bewaffnet.“ Später verraucht Egmonts Zorn, und es wird deutlich, dass die beiden Männer eine tiefe emotionale Freundschaft verbindet. Im Laufe der Konversation zeigt sich auch, dass Alba eigene Wege gegangen und nicht unbedingt dem Willen des Königs gefolgt ist.
Schließlich geht Egmont nicht mehr davon aus, dass Ferdinand ihn noch retten könnte; er wäre im Übrigen lieber einen ruhmreichen Tod gestorben. Ferdinand nimmt Abschied, und Egmont setzt sich wieder aufs Ruhebett, als Musik ertönt. Er schläft ein und träumt von dem letzten politischen Erfolg, den sein Tod bringen wird. In seinem Traum zeigt sich eine Allegorie des Sieges und der Freiheit: „Hinter seinem Lager scheint sich die Mauer zu eröffnen, eine glänzende Erscheinung zeigt sich. Die Freyheit in himmlischem Gewande, von einer Klarheit umflossen, ruht auf einer Wolke. Sie hat die Züge von Clärchen, und neigt sich gegen den schlafenden Helden. Sie drückt eine bedauernde Empfindung aus, sie scheint ihn zu beklagen. Bald faßt sie sich, und mit aufmunternder Gebehrde zeigt sie ihm das Bündel Pfeile, dann den Stab mit dem Hute. Sie heißt ihn froh zu seyn, und indem sie ihm andeutet, dass sein Tod den Provinzen die Freyheit verschaffen werde, erkennt sie ihn als Sieger und reicht ihm einen Lorbeerkranz.“ Nach dem Aufwachen schätzt Egmont seinen Tod positiv ein, und er hat nun das Gefühl, dass er für die Freiheit seines Volkes stirbt. Dieses Gefühl hatte ihm die Begegnung mit Ferdinand verliehen.
Während im Hintergrund eine militärische Musik immer lauter wird, erscheint eine Reihe spanischer Soldaten. Egmont fürchtet sich jedoch nicht vor ihnen. Das Stück endet mit der Anweisung „Wie er auf die Wache los- und auf die Hintertür zugeht, fällt der Vorhang: die Musik fällt ein und schließt mit einer Siegessymphonie das Stück.“

## Geschichtliche Zusammenhänge
Die Niederlande gehörten bis ins 16. Jahrhundert zum Heiligen Römischen Reich und waren zuletzt durch Spanien besetzt. Die katholischen Habsburger versuchten reformatorischen Ideen wie den Calvinismus und Lutheranismus entgegenzuwirken. Neue Kirchengesetze traten in Kraft, die u. a. das Singen bestimmter Psalmen verboten. Die Inquisition wachte über die Einhaltung der katholischen Glaubenslehre sowie die politische Treue zur spanischen Monarchie.

### Die Niederlande im 16. und 17. Jahrhundert
Das 16. Jahrhundert war für die europäischen Länder von zahlreichen gesellschaftlichen und ökonomischen Veränderungen geprägt. Unter anderem errangen die Niederlande ihre Unabhängigkeit von Spanien.
Der Habsburger Maximilian von Österreich ehelichte im Jahr 1477 Maria von Burgund, so dass die Niederlande von nun an unter der Herrschaft des Hauses Habsburg standen. Maximilian, der 1486 zum Römischen König gekrönt wurde und 1493 nach dem Tod Friedrichs III. die Herrschaft antrat, konnte durch seine Heiratspolitik unter anderem auch Spanien an sein Haus binden. Sein Enkel Karl V., der ihm auf den Thron folgte, wurde gleichzeitig König von Spanien und den Niederlanden. Mit dem Ende des 16. Jahrhunderts bahnte sich allerdings eine Krise an. Neue religiöse Strömungen gewannen an Bedeutung, und die niederländische Bevölkerung begann, sich gegen den Katholizismus aufzulehnen. Außerdem waren die Niederländer mit der absolutistischen spanischen Regierung unzufrieden. Problematisch war auch der große Abstand zwischen König Philipp II. und seinem Land, der viel Raum für die gegnerischen Kräfte in den Niederlanden bot. In dieser Krisensituation wandten sich einige Aristokraten an die Statthalterin Margarethe von Parma und plädierten für die Verschonung der andersgläubigen „Ketzer“.
Die Situation eskalierte und der so genannte Bildersturm in den Kirchen begann. Philipp II. schickte ein Heer, das allerdings erst nach fast einem Jahr in den Niederlanden ankam, als die Situation sich bereits wieder beruhigt hatte. Mit dem spanischen Heer kam auch der Herzog von Alba, der den so genannten „Blutrat“ einrichtete. Mit dem Versuch Wilhelms von Oranien, Brabant zu besetzen, begann im Jahr 1568 der Achtzigjährige Krieg.

## Historische Personen, die in Egmont auftreten
In Egmont tauchen mehrere Charaktere auf, die tatsächlich gelebt haben, nämlich:

### Philipp II.
König Philipp II. von Spanien (1527–1598) tritt im Drama nicht persönlich auf, wird allerdings an vielen Stellen erwähnt. Er ist der älteste und einzig überlebende legitime Sohn Karls V. und dessen Gemahlin Isabella von Portugal. 1555/56 erbte er nach der Abdankung seines Vaters unter anderem das Königreich von Spanien und der Niederlande. Nach der Übertragung der Macht in den Niederlanden durch seinen Vater wohnte Philipp II. noch bis August 1559 vor Ort. 1581 erklärte sich die Republik der Sieben Vereinigten Niederlande vom spanischen König unabhängig.

### Lamoral von Egmond

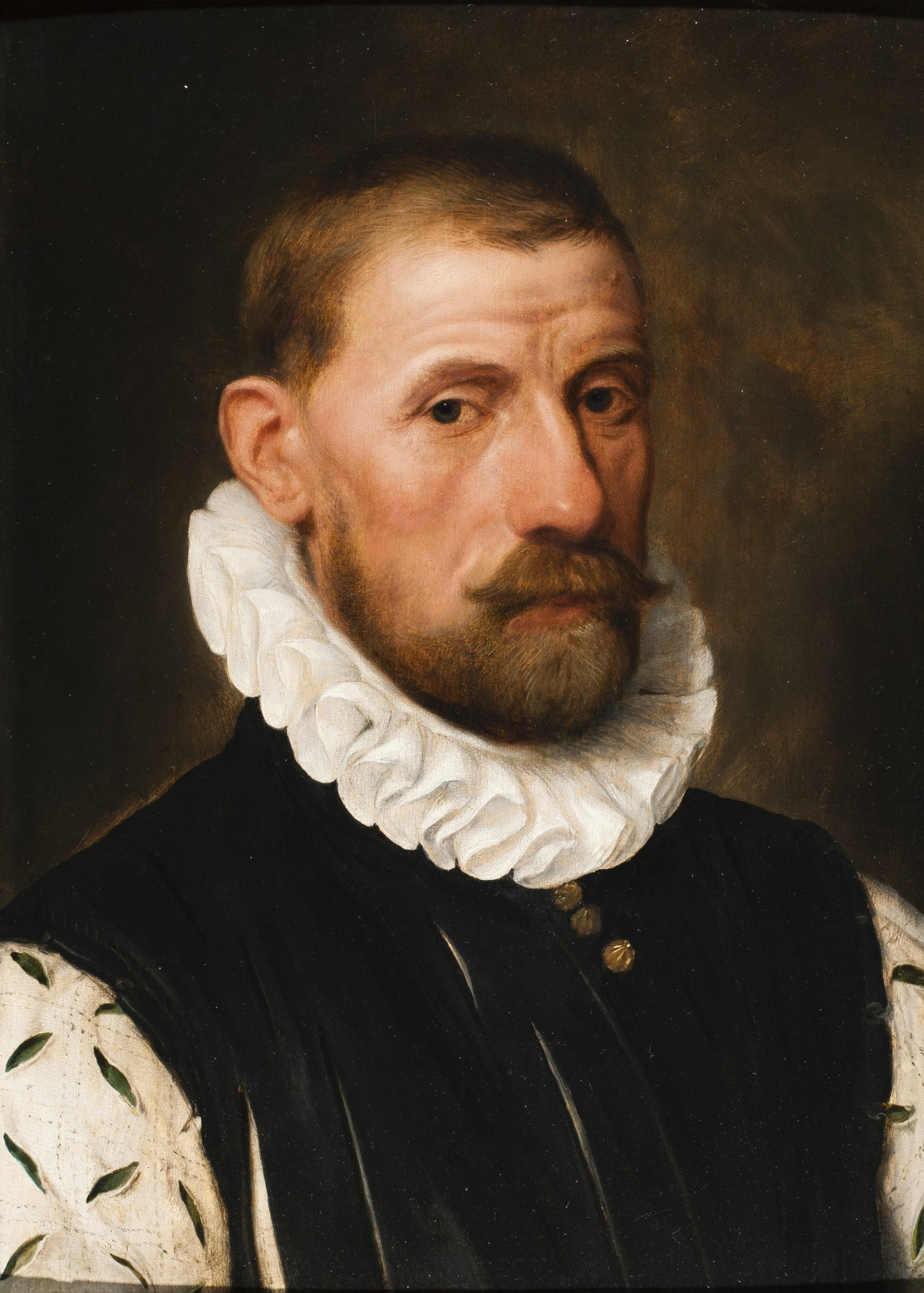
Lamoral von Egmond (von Frans Pourbus)

Lamoral Graf von Egmond (1522–1568) stammte aus einem alten niederländischen Adelsgeschlecht und trug auch den Titel eines Fürsten von Gavre (Gavere). Er verbrachte seine Kindheit und Jugend am Hof Karls V., zu dem er ein enges Verhältnis hatte. Seit Egmond zum Ritter des goldenen Vließes geschlagen wurde, gehörte er zum elitären Kreis des Hochadels, zu dem Karl gute Beziehungen pflegte. Unter Karl V. und Philipp II. kämpfte er 1557 bei Saint-Quentin und 1558 bei Gravelingen für Spanien und erntete dadurch viel Ruhm. Seit 1545 war Egmond mit Sabine von Bayern, einer Schwester des Kurfürsten Friedrich III., verheiratet. Das Paar hatte elf Kinder. Sowohl Egmond als auch Oranien hofften, dass sie von Philipp II. die Regentschaft über die Niederlande erhalten würden. Dann jedoch bekam Margarethe von Parma diesen Posten. Egmond verwaltete die Provinzen Flandern und Artois, wo er sich für die Wiederherstellung der Ordnung einsetzte, als 1566 der Bildersturm ausbrach. Inzwischen bereitete Philipp II. eine geheime militärische Invasion vor, in der er den Herzog von Alba mit hohen Vollmachten und bereits vorunterzeichneten Todesurteilen voraus schickte. Alba traf im August 1567 in Brüssel ein. Im Gegensatz zu Wilhelm von Oranien vertraute Egmond dem ränkevollen Alba im Glauben an die rechte Gesinnung des Königs. Im September 1567 ließ Alba Egmond nach einer Unterredung verhaften. Im Januar 1568 wurde Egmond des Hochverrats angeklagt und am 5. Juni desselben Jahres in Brüssel enthauptet.
Egmond hatte zu Alba zunächst eine gute Beziehung, er war dessen Berater.

### Wilhelm von Oranien
Wilhelm von Oranien (1533–1584) war der wohl größte Grundbesitzer der Niederlande, zudem regierender Prinz von Oranien (in Südfrankreich) und regierender Graf von Nassau-Dillenburg, genannt Wilhelm der Schweiger. Mit Egmont gehörte er zu den Anführern der Adelsopposition gegen den spanischen konfessionellen Absolutismus. Er galt als Egmonts charakterlicher Gegenpart, was sich unter anderem darin widerspiegelte, dass er sich politisch abwägender verhielt und zurückhaltender war in seiner Kritik an den Spaniern und der Inquisition. Der von der Volksgunst getragene Egmont hingegen blieb unbekümmert. Dank seiner Spione am spanischen Hof durchschaute Oranien die Pläne Philipps II. und die Intrigen des Herzogs von Alba. Seinen Warnungen, dass Spanien entschlossen sei, auch die führenden Häupter der Adelsopposition liquidieren zu lassen, schenkte Egmont jedoch keinen Glauben. Oranien misstraute Alba und floh vor ihm zu seinen Besitzungen in Deutschland.

### Margarethe von Parma
Margarethe von Parma (1522–1586) war von 1559 bis 1567 die Statthalterin der habsburgerischen Niederlande. Sie war eine uneheliche Tochter Karls V. und der Flämin Johanna van der Gheynst und wurde von ihrem Vater im Gegensatz zu etlichen anderen illegitimen Kindern als „natürliche“ Tochter anerkannt. Karl V. hat Margarethe somit seinen ehelichen Kindern gleichgestellt, was zu damaligen Zeiten unüblich war. Margarethe war außerdem eine Halbschwester Philipps II. von Spanien. 1559 wurde sie dessen Nachfolgerin, indem sie die Position der Statthalterin übernahm – Philipp II. hielt sich fast immer in Spanien auf. Margarethe war ohnehin als Flämin erzogen worden und eignete sich somit gut für diesen Posten. Margarethe versuchte, die Inquisition in den Niederlanden durchzusetzen. 1567 erschien der Herzog von Alba mit ausgedehnten Vollmachten, so dass Margarethe von Parma ihr Amt nur noch als bloßen Titel führte. Bald gab sie auch diesen auf und kehrte im Dezember 1567 zu ihrem Gemahl nach Italien zurück.

### Herzog von Alba
Fernando Álvarez de Toledo, Herzog von Alba (1507–1582) entstammte einem hohen spanischen Adelshaus und wurde 1567 wegen des Aufruhrs der Niederländer von Philipp II. als Statthalter über die Niederlande eingesetzt. Alba sollte den Aufstand der Niederländer mit äußerster Härte niederschlagen. Er ließ Graf Egmond in Brüssel durch Enthauptung hinrichten. Alba, der stets auf harte und tyrannische Art und Weise gegen seine Untertanen vorging, sah sich 1572 veranlasst, seinen Posten aufzugeben. Nach erfolgter Entlassung verließ er 1573 die Niederlande.

## Zitat
- Zum Geflügelten Wort wurde das „Himmelhoch jauchzend, zu(m) Tode betrübt“ aus Clärchens Lied im Dritten Aufzug:[27]

Freudvoll und leidvoll, gedankenvoll sein;

Langen und bangen in schwebender Pein;

Himmelhoch jauchzend, zum Tode betrübt;

Glücklich allein ist die Seele, die liebt.
… auf das ihre Mutter antwortet: Lass das Heiopopeio.
- Gefängnis V. Akt 2.Aufzug (Er setzt sich aufs Ruhebett. Musik.):

Süßer Schlaf! Du kommst wie ein reines Glück ungebeten, unerfleht am willigsten. Du lösest die Knoten der strengen Gedanken,

vermischest alle Bilder der Freude und des Schmerzes; ungehindert fließt der Kreis innerer Harmonien, und eingehüllt in gefälligen Wahnsinn, versinken wir und hören auf zu sein.

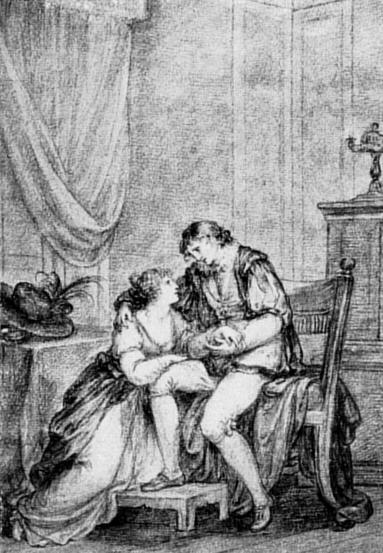
Egmont und Clärchen, Zeichnung von Angelika Kauffmann für den Kupferstich, der für den Titel der Erstausgabe benutzt wurde

## Musik
Der Text enthält mehrere Regieanweisungen, die Musik fordern. Dies gilt nicht nur für die beiden Lieder, die Klärchen zu singen hat. Im 5. Akt spielt die Musik eine wichtige, eng mit dem Fortschritt der Handlung verbundene Rolle. So verlassen am Ende der dritten Szene Klärchen und Brackenburg die Bühne, das Bühnenbild bleibt „unverändert“ und von einer noch brennenden Lampe erleuchtet. Der Tod Klärchens wird nicht berichtet und auch nicht gezeigt, sondern durch eine „Musik, Klärchens Tod bezeichnend“, vertreten. In der vierten Szene erklingt Musik, nachdem Ferdinand gegangen ist und Egmont seinen Monolog begonnen hat; sie begleitet dann auch „seinen Schlummer“ und vor allem die Erscheinung Klärchens, die nicht durch Worte, sondern pantomimisch realisiert wird. Und auch unmittelbar nach Egmonts letzten Worten, wenn der Vorhang fällt, ist eine „Siegessymphonie“ vorgesehen, die den Abschluss des Dramas bildet. Wolfgang Kayser kommentiert: „Das Drama Egmont ist also ein Versuch, eine Verbindung von dramatischem Wort und Musik zu schaffen“, erweitert durch die stumme „Sprache der Ausdrucksbewegungen und der symbolischen oder allegorischen Gegenstände“ und die „voll ausgespielte Pantomime“.
Goethe bat bereits vor der Drucklegung des Dramas seinen Freund, den Komponisten Philipp Christoph Kayser, in einem Brief vom 14. August 1787 aus Rom, eine Schauspielmusik für Egmont zu schreiben. Er hätte sie gern zugleich mit der Druckausgabe „angezeigt“, am liebsten wäre es ihm gewesen, dass „man sie gleich mit dem fünften Bande [der Sämtlichen Schriften, d. h. dem Erstdruck des Dramas] ins Publikum schicken könnte“. Kayser kam wohl dem Kompositionsauftrag nach, in der Erstausgabe fehlt jedoch ein Hinweis auf seine Musik. Diese gilt als verschollen, und es gibt auch keine Zeugnisse, dass sie jemals aufgeführt worden wäre. Ein weiterer Kompositionsauftrag ging an Johann Friedrich Reichardt, dessen Bühnenmusik tatsächlich 1801 für eine Berliner Aufführung des Egmont verwendet wurde; freilich handelte es sich hier um eine Bearbeitung des Dramas, die Friedrich Schiller vorgenommen hatte. Von dieser Bühnenmusik blieben nur Fragmente erhalten.
1809 wurde Ludwig van Beethoven vom Wiener Burgtheater angetragen, das Stück zu vertonen. Beethoven, ein großer Bewunderer Goethes, nahm mit Vergnügen an und soll sogar auf das Honorar der Theaterdirektion verzichtet haben. Weltbekannt ist die Ouvertüre seiner Musik zu Goethes Trauerspiel Egmont.

## Rezeptions- und Aufführungsgeschichte
Nachdem Goethe im Herbst 1787 das fertige Manuskript aus Rom nach Weimar gesandt hatte, erwartete er gespannt die Reaktionen seiner Freunde. In seinem Werk Italienische Reise ist ein Brief vom 10. November enthalten, in dem er sich bedankt: „Daß mein Egmont Beifall erhält, freut mich herzlich. Kein Stück hab' ich mit mehr Freiheit des Gemüts und mit mehr Gewissenhaftigkeit vollbracht als dieses; doch fällt es schwer, wenn man schon anderes gemacht hat, dem Leser genugzutun; er verlangt immer etwas, wie das vorige war.“ Damit spielte Goethe auf die Reaktion einiger in Rom lebender deutscher Künstlerfreunde auf sein kürzlich fertiggestelltes Bühnenstück Iphigenie auf Tauris an, das deren Erwartungen enttäuscht hatte, ein weiteres Sturm und Drang-Drama im Stil des schon seit 1774 berühmt gewordenen Götz von Berlichingen zu sein.

### Schillers Rezension
Am 20. September 1788 erschien in der Jenaer Allgemeinen Literatur-Zeitung eine Rezension des im Juni veröffentlichten Dramas. Wie alle Rezensionen des Periodikums war auch diese nicht namentlich gezeichnet, doch der Verfasser ist bekannt: Friedrich Schiller. Der Tenor ist ziemlich gemischt. Schiller zählte das Trauerspiel Goethes denjenigen Werken zu, die ihr einigendes Moment und ihr Interesse für den Leser aus dem Charakter des Helden erhalten. Er bemerkte, es gelinge Goethe durchaus, „Furcht und Mitleid“ für Egmonts Charakter zu erregen, wie es für eine Tragödie erforderlich sei, zwar nicht durch Egmonts außerordentliche Taten, wohl aber durch seine „schöne Humanität“. Doch daran schloss Schiller eine deutliche Kritik an der Behandlung des Charakters durch Goethe an: Egmont habe einfach zu wenig „Größe und Ernst“, um echtes Interesse für seine menschlichen „Schwachheiten“ zu erregen. Er vollbringe keine „strahlende Tat“, von seinen Heldentaten erfahre man nur vom Hörensagen; in einer politisch angespannten Situation falle ihm nichts Besseres ein, als seine Geliebte zu besuchen, um „die sinnenden Runzeln wegzubaden“. Dies hielt Schiller für einen ernsthaften Defekt von Goethes Konstruktion: „Wir sind nicht gewohnt, unser Mitleid zu verschenken.“
Dabei hätte Goethe, so Schiller weiter, ein viel besseres Mittel zur Verfügung gehabt, Teilnahme für seinen Helden zu erregen, wenn er der „historischen Wahrheit“ nicht Gewalt angetan hätte. Hätte er Egmont als Ehemann und Familienvater gezeichnet, wie er es tatsächlich gewesen sei, so wäre sein Verhalten viel besser zu motivieren gewesen. Statt das „rührende Bild eines Vaters, eines liebenden Gemahls“ gebe Goethe den Lesern ohne Not „einen Liebhaber von ganz gewöhnlichem Schlag“, der „die Ruhe eines liebenswürdigen Mädchens … zugrund richtet“. Schillers Kritik an den historischen Ungenauigkeiten des Egmont war sicherlich auch dadurch bedingt, dass er selbst als Historiker tätig war und kurz vor der Fertigstellung seiner Geschichte des Abfalls der Vereinigten Niederlande von der spanischen Regierung stand, die exakt den geschichtlichen Stoff des Dramas behandelte; bedeutsamer ist aber, dass ihm eine ernsthafte und glaubhafte tragische Motivierung des Helden fehlte.
Begeistert war der Rezensent dagegen von der Fähigkeit Goethes, die politische Situation dramatisch zu charakterisieren und wiederzugeben. Schiller lobte besonders die Volksszenen, die „das Resultat eines tiefen Studiums jener Zeiten und jenes Volks zu sein“ schienen, und bewunderte auch die Darstellung der politisch Agierenden, von Margarethe über Oranien bis hin zu Alba. Figuren wie Ferdinand, Brackenburg und Klärchen seien vortrefflich gezeichnet und sehr geeignet, Rührung bei den Lesern zu erregen. Allerdings verderbe der Schluss des Dramas wieder einiges, nämlich die Erscheinung Klärchens. „Mitten aus der wahrsten und rührendsten Situation werden wir durch einen Salto mortale in eine Opernwelt versetzt, um einen Traum – zu sehen.“ Goethe sei hier der Versuchung erlegen, einen „witzigen Einfall“ anzubringen, und habe damit „mutwillig“ die so erfolgreich und gekonnt hervorgerufene dramatische Illusion zerstört.
Goethes Reaktion lässt sich einem Brief vom 1. Oktober 1788 an seinen Landes- und Dienstherrn, den Herzog Karl August entnehmen. Er meinte, die Rezension habe „den sittlichen Teil des Stücks gar gut zergliedert“, also die politische und moralische Seite des Dramas voll erfasst, die poetische Dimension aber nicht ausreichend gewürdigt.

### Erste Aufführungen
Die Uraufführung des Egmont fand am 9. Januar 1789 in Mainz statt, unter der Leitung des Direktors des Mainz-Frankfurter Nationaltheaters, Siegfried Gotthelf Eckardt, der den Künstlernamen Koch führte. Koch spielte selbst auch die Titelrolle des Egmont. David G. John hat gezeigt, dass entgegen früheren Annahmen die Tragödie keineswegs in der Fassung gegeben wurde, die Goethe hatte drucken lassen. In Oscar Fambachs Bonner Sammlung von historischen Theatermaterialien finden sich zwei Theaterkritiken der Uraufführung, die John ausgewertet hat. Eine davon gibt an: „Die Erscheinungs-Scene der Clärchen muste natürlich wegbleiben.“ Dies sei vom Publikum bemerkt und mit Missfallen quittiert worden, da das Stück, „bei uns wohlfeil nachgedruckt, … in den Händen aller Zuschauer“ gewesen sei. Wie John anmerkt, war es damals üblich, dass der Zuschauerraum erleuchtet blieb; es könnte daher gemeint sein, dass die Zuschauer sogar während der Vorstellung mitlasen. Eine zweite Kritik beklagte gar eine „ausserordentliche Verstümmelung“ des Trauerspiels. Viele politische Stellen, insbesondere solche, wo es sich um „Gewissenszwang“ und die „neue Lehre“ handelte, seien gestrichen worden – möglicherweise mit Rücksicht auf die Zensur, wie John vermutet. Aber auch ästhetische Gesichtspunkte wurden angeführt: Klärchen durfte nicht „schön, wie der Dichter, hinter dem Vorhang sterben“, sondern musste noch „ins Gefängnis stürzen, da Egmont zum Blutgerüste abgeführt wird“, was den Eindruck von Egmonts letzten Worten sehr geschwächt habe. Demzufolge hatte der Regisseur eine ganz neue Szene eingebaut, die sich bei Goethe gar nicht findet. Bei der Aufführung in Frankfurt am 15. Mai 1789 handelte es sich im Wesentlichen um dieselbe Produktion mit denselben Beteiligten, es soll nur unbedeutende Veränderungen gegeben haben.
1791 kam es im März zu zwei Aufführungen am Weimarer Theater durch die Schauspieltruppe Joseph Bellomo, kurz bevor Goethe selbst die Leitung des nunmehr Weimarer Hoftheater genannten Hauses übernahm. Doch auch Bellomos Inszenierung und Spiel waren kein Erfolg. Die Annalen des Theaters brachten eine vernichtende Kritik der schauspielerischen Leistung: „Es war erschrecklich die Ausbrueche der dramatischen Kunst in diesem Schauspiele ansehen zu muessen. Wehe dem Autor, dessen Meisterstueck in die Haende solcher dramatischen Tagloehner faellt! und wehe dem, der den Jammer mit ansehen muß!“ Goethe, der einige Hoffnungen auf den Egmont nicht nur als Lesedrama, sondern auch als Theaterstück gesetzt hatte, war enttäuscht.

### Schillers Bearbeitung
Seit 1791 verfügte Goethe selbst über ein Theater, eben das Weimarer Hoftheater. Da er nach den vorangegangenen Enttäuschungen daran interessiert war, eine aufführbare Fassung seines Egmont zu erhalten und auf die Bühne zu bringen, bat er 1794 Schiller, zu dem er freundschaftliche Beziehungen aufgenommen hatte, das Trauerspiel für das Theater zu bearbeiten. Dazu kam es jedoch erst 1796, als August Wilhelm Iffland, damals einer der bekanntesten deutschen Schauspieler, einer Einladung Goethes nach Weimar folgte. Goethe hätte Iffland bereits 1791 gern für sein Theater gewonnen, dieser hatte aber ein Berliner Angebot vorgezogen.
Schiller erstellte in kurzer Zeit eine gekürzte und dramatisch wirksame Fassung des Egmont. Dazu kürzte er das Stück von fünf auf drei Akte und strich eine Reihe von Passagen, die über die unmittelbare Bühnenhandlung hinauswiesen, insbesondere aber die Figur der Margarethe von Parma und die Erscheinung Klärchens, die er bereits in seiner Rezension als opernhaft bemängelt hatte. Dafür ließ er Alba als Vermummten im Hintergrund der Schlussszene auftreten; er sollte wortloser Zeuge des Dialogs zwischen Ferdinand und Egmont sein, und Egmont sollte ihm schließlich die Maske vom Gesicht reißen. Egmont wurde in Schillers Bearbeitung am 25. April 1796 mit Iffland in der Titelrolle aufgeführt.

## Verfilmungen
- 1961: Egmont – Regie: Jean-Paul Carrère, mit Michel Piccoli (Fernsehfilm)
- 1962: Egmont – Regie: Reinhart Spörri, mit Lola Müthel, Max Eckard, Wolfgang Büttner, Paul Verhoeven, Kurt Beck (Fernsehfilm)
- 1967: Egmont – Regie: Oscar Fritz Schuh, mit Alice Treff, Walther Reyer, Hans Häckermann, Bernhard Minetti (Fernsehfilm)
- 1968: Egmont – Regie: Kris Betz, mit Joanna Geldof, Marcel Hendrickx, Tom van Beek, Frans van der Lingen (Fernsehfilm)
- 1982: Egmont – Regie: Franz Peter Wirth, mit Manfred Zapatka, Catherine Frot, Rolf Boysen,  Rolf Becker (Fernsehfilm)
- 1989: Egmont – Regie: Friedo Solter, mit Ulrich Mühe, Ulrike Krumbiegel, Dieter Mann, Otto Mellies, Gabriele Heinz (Fernsehspiel)

## Hörspiele
- 1924: Egmont – Regie: Nicht angegeben; Sprecher: Gertrude Langfelder, Traude Alsen, Josef Krahé, Adolf Winds, Karl Keßler (MIRAG)
- 1925: Egmont – Regie und Sprecher: Gerd Fricke; Sprecher: Fritz Odemar, Fritta Brod, Ferdinand Hart, Ellen Daub, Norbert Schiller ( SÜWRAG)
- 1946: Egmont – Regie und Sprecher: Nicht bekannt (Radio Bremen)
- 1949: Egmont – Regie: Hanns Farenburg; Sprecher: Nicht bekannt [Deutschlandsender, Erstsendung 22. August 1949, (Wort)Bearbeitung: Günther Oßwald]
- 1949: Egmont – Regie: Theodor Steiner; Sprecher: Kurt Glass, Eva Katharina Schultz, Sophie Cossaeus, Danielo Devaux (Hessischer Rundfunk)
- 1951: Egmont – Regie: Kurt Jung-Alsen; Sprecher: Rita Mosch, Hans-Peter Thielen, Manfred Leber, Willy A. Kleinau (Rundfunk der DDR)
- 1957: Egmont – Regie: Heinz-Günter Stamm; Sprecher: Lola Müthel, Max Eckard, Wolfgang Lukschy, Walter Richter (Bayerischer Rundfunk)
- 1963: Egmont – Regie: Erich-Alexander Winds; Sprecher: Gisela May, Dietrich Körner, Horst Preusker, Herwart Grosse (Rundfunk der DDR)